# Coffea bakossii
Coffea bakossii är en måreväxtart som beskrevs av Martin Roy Cheek och Diane Mary Bridson. Coffea bakossii ingår i släktet Coffea och familjen måreväxter. Inga underarter finns listade i Catalogue of Life.